# Tachosa
Tachosa là một chi bướm đêm thuộc họ Erebidae.